# Montjuїc
Denna artikel handlar om området Montjuïc. Se också racerbanan Circuito de Montjuïc.
Montjuïc, Judarnas berg på medeltida katalanska, är ett berg och ett parkområde i Barcelona. Namnet härstammar från tiden då platsen upptogs av en judisk nekropol. Det finns även en teori som går ut på att romarna använde berget för att tillbe Jupiter vilket skall ha gett upphov till namnet.

## Geografi

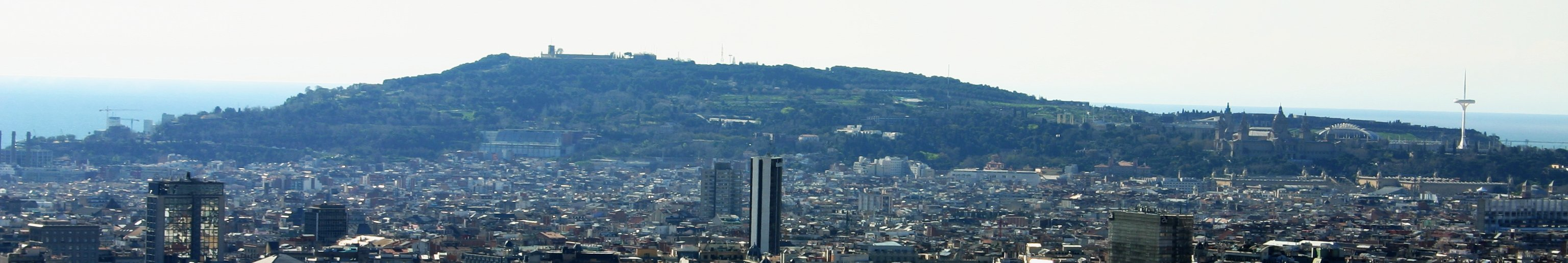
Vy över Montjuïc från Parc Güell

Montjuïc reser sig 173 meter över havet och är beläget vid Barcelonas hamn. Dess väst- och sydsida breder ut sig i en relativt svagt sluttande utsträckning där även de flesta byggnaderna återfinns. Nordsidan, vilken vetter mot Gamla staden, är desto brantare, och där ligger idag flera parkanläggningar. Östsidan, vilken går under namnet El Morrot, vetter mot hamnen och består av ett nästan lodrätt stup vilket ger obehindrad sikt över Medelhavet. Berget (eller snarare kullen, beroende på från vilket håll man betraktar Montjuïc) är helt överväxt med undantag för östsidan där endast några karga buskar klamrar sig fast på utskjutande platåer. Montjuïc uppkom genom sedimentation under miocenepoken; dess fossil finns att beskåda i de dagbrott där man fram till början av 1900-talet bröt sandsten och jaspis.

## Historia

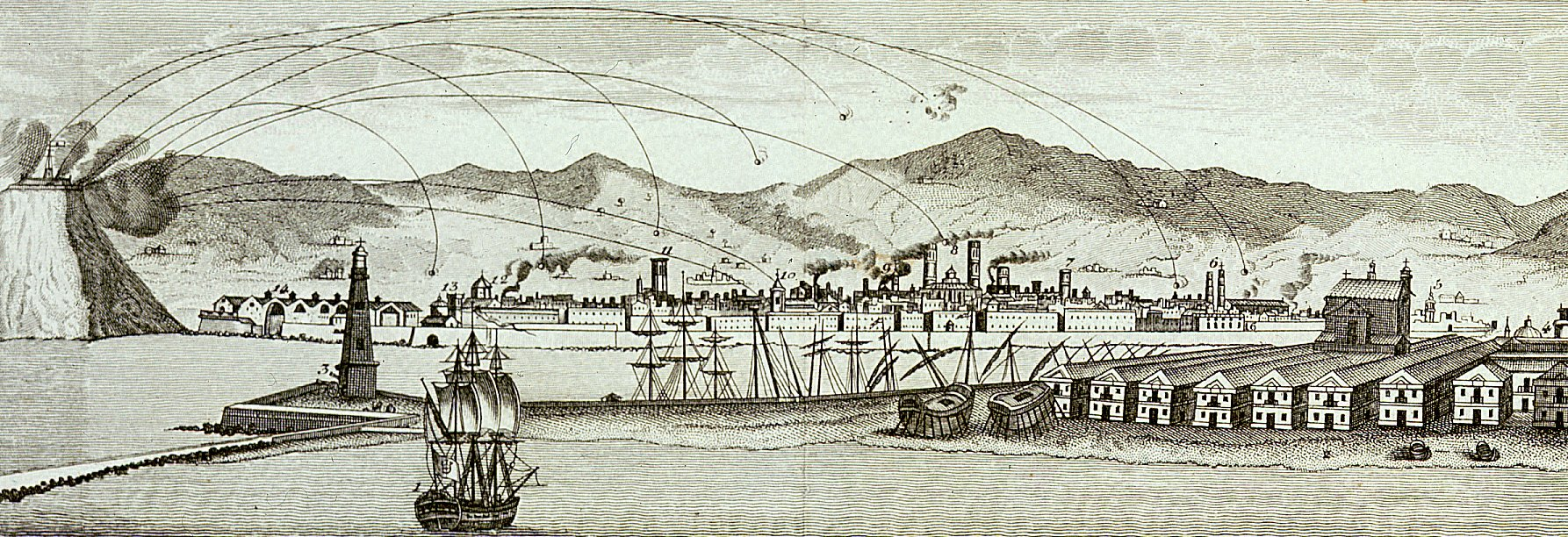
Beskjutningen av Barcelona den 3 december 1842 då 472 av stadens byggnader förstördes. Under en tolvtimmarsperiod avfyrades 1014 granater.

Man har påträffat iberiska lämningar från 300-talet före Kristus vilka även hör till de äldsta påfunna bosättningarna i Barcelona. Det finns dock bosättningar funna strax utanför Barcelona, bland annat i Gavà 15 km söderut vilka har daterats till fjärde årtusendet före Kristus. Ända sedan Barcelonas tillkomst har Montjuïc varit stadens primära källa för byggsten; de sista stenbrotten stängdes under 1910-talet i samband med urbaniseringen av berget inför världsutställningen 1929. Tidvis har Montjuïc använts som jordbruksområde, särskilt under medeltiden då tillgången på grödor tidvis var mycket mager. Staden hade bland annat livsmedelsunderskott i tio år efter att den katalanska veteskörden slagit fel 1333. Den sista veteskörden slogs 1915 på Los Garrofers-ängen, idag platsen för Olympiastadion. 
1022 byggdes det första försvarsverket på Montjuïcs topp. Det ändrade sedan skepnad flera gånger fram till 1751 när Juan Martín Cermeño lät uppföra det som är dagens Castell de Montjuïc. Byggnaden som använts mer mot Barcelonas befolkning än för dess beskydd brukar beskrivas som Barcelonas minst omtyckta, särskilt bland den äldre befolkningen. Kastellet har bl.a. använts for beskjutning av staden vid ett flertal tillfällen. Ett fängelse inrättades på 1800-talet i byggnaden där mängder av separatister, anarkister och oliktänkande torterades och avrättades. Kastellet blev känt för omvärlden som platsen för Montjuïc-processerna 1897 då anarkister massarresterades för att sedan åtalas, fängslas och i vissa fall avrättas. Under Franco-tiden satt många politiska fångar i Montjuïc, en av dem som avrättades var den katalanske politikern Lluís Companys i Jover som numera fått Olympiastadion uppkallad efter sig. 1960 överläts byggnaden till staden som i den inrättade ett militärmuseum.

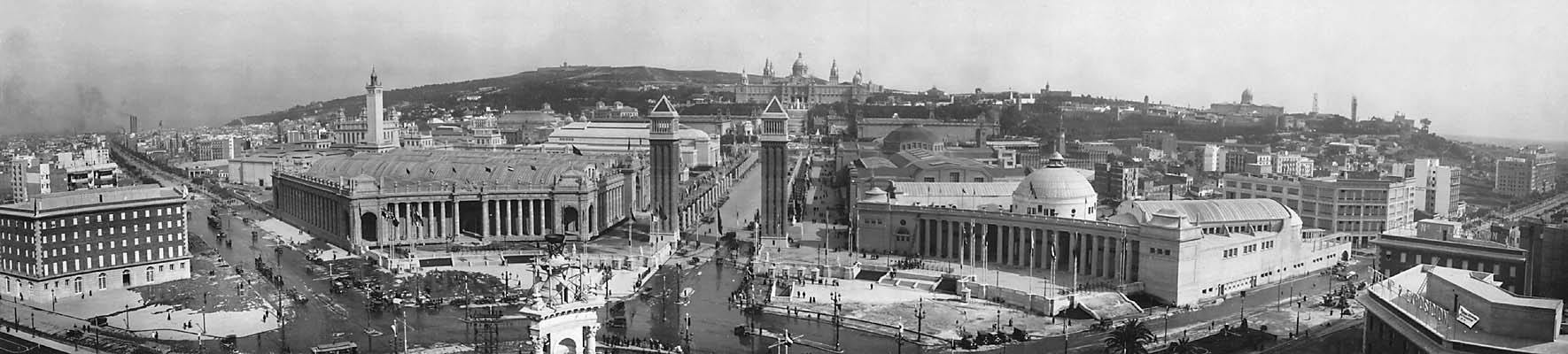
Bild över huvudentrén till 1929 års världsutställning

1929 när Barcelona arrangerade världsutställningarna valde man att förlägga utställningsområdet till Montjuïc. Många av byggnaderna finns ännu kvar och används idag till museum och utställningshallar. Här ligger bl.a. Barcelonas mässhallar, Kataloniens nationalmuseum Museu Nacional d'Art de Catalunya och Poble Espanyol - ett slags friluftsmuseum över olika spanska arkitekturstilar. Den tyska paviljongen som ritades av Mies van der Rohe återuppbyggdes 1986, i anslutning till den tyska paviljongen låg även den svenska vars moderna funkisstil väckte stort uppseende och vars återuppbyggnad diskuterats vid flera tillfällen. 
Ett tivoli öppnades 1966 på sluttningarna nedanför kastellet, men det stängdes i mitten av 1990-talet för att göras om till park. När Barcelona fick möjligheten att arrangera Olympiska sommarspelen 1992 valde man att renovera den slitna stadion från 1929 års världsutställning. Precis framför stadion låg start och mål för Barcelonas gamla F1-bana där Ronnie Peterson innehade banrekordet. Banan slutade att nyttjas efter en svår olycka 1975. Efter Olympiska spelen har Barcelonas borgmästarhus Ajuntament satsat mycket på att fräscha upp och bygga nya parker, därför är Montjuïc idag Barcelonas största sammanhängande parkområde.